# 台灣雜誌列表
本列表收錄了在台灣境內發行出版並已向中華民國政府登記的各類期刊雜誌。

## 財經企管

### 工商企管
- 《CIO企業經理人》ISSN 1029-7952
- 《天下雜誌》ISSN 1015-2784
- 《商業周刊》ISSN 1021-9536
- 《遠見雜誌》ISSN 1017-5741
- 《管理雜誌》ISSN 1011-7792
- 《數位時代》ISSN 1563-1222
- 《經理人月刊》ISSN 1813-2391
- 《Career職場情報誌》ISSN 1024-3917
- 《Cheers快樂工作人雜誌》ISSN 1607-7016
- 《30雜誌》ISSN 1813-3568
- 《現代保險雜誌》ISSN 1021-9560

### 投資理財
- 《住展雜誌》
- 《透明房訊》
- 《MONEY錢雜誌》
- 《Smart智富月刊》
- 《今周刊》
- 《理財周刊》
- 《四季報》
- 《金融家》
- 《財金雜誌》
- 《財訊雙週刊》
- 《選股雜誌》

### 傳銷保險
- 《直銷人》

### 廣告創意
- 《活動平台》
- 《美國最佳廣告》
- 《動腦雜誌》
- 《創意情報》
- 《廣告雜誌》
- 《ARCHIVE》
- 《PPAPER Business》
- 《GQ Business》

### 法律
- 《消費者報導》ISSN 1020-7547
- 《政治學報》ISSN 1023-2869

## 新聞時事

### 時事評論
- 《全球中央》
- 《看雜誌》（2007年12月創刊，原為雙週刊，2013年1月轉型為月刊）
- 《新新聞》
- 《亞洲週刊》

### 綜合新聞
- 《TVBS周刊》
- 《台灣光華雜誌》
- 《Taiwan Review》
- 《獨家報導周刊》
- 《時報周刊》ISSN 1023-4543（已停刊）
- 《壹週刊》（已停刊）
- 《鏡週刊》
- 《周刊王》（已停刊）

## 電腦科學

### PC
- 《資訊與電腦》（已停刊）
- 《0與1BYTE科技雜誌》（已停刊）
- 《第3波雜誌》（1982年8月試刊，1999年11月改版更名為《X-Magazine》，已停刊）

- 《資訊傳真周刊》
（1984年6月創刊
1990年1月改為月刊
1992年8月更名為《CIO資訊傳真周刊》
2003年8月更名為《資訊傳真月刊》
2007年4月合併《@live 數位時尚》，已停刊）

- 《倚天雜誌》（1987年12月創刊，後改版更名為《WINNET倚天電腦應用》，1998年2月停刊）
- 《PC WEEK 電腦周報》（1990年6月5日創刊，原名《電子傳真周刊》、《電子資訊新聞周刊》、《資訊新聞周刊》，已停刊）
- 《WELCOMPUTER 大家用電腦》（1992年創刊，1998年5月與《電腦通》合併）
- 《PC home 電腦家庭》（1993年2月創刊）ISSN 1561-4611
- 《RUN!PC 旗標資訊月刊》（1994年2月創刊，已停刊）
- 《CompuLife 資訊生活》（1994年11月試刊，1994年12月創刊，已停刊）
- 《.Net 網路生活》（1995年12月試刊，1996年3月創刊，2001年4月停刊，共發行60期）

- 《電腦通 Home Computing》
（1996年3月創刊，
1997年2月更名為《PC Computing 電腦通》，
1998年5月合併《大家用電腦》更名為《PC Computing 電腦應用》，
2000年5月合併《PC WORLD 電腦世界》更名為《PC WORLD 電腦應用》，
2003年4月改版更名為《@live 數位時尚》，
2007年4月併入《資訊傳真》）

- 《網際空間 CYBERSPACE》（1996年3月創刊，已停刊）
- 《PC DIY! 電腦硬派月刊》（1996年12月創刊）ISSN 1028-0774
- 《ComputerDIY》（1997年6月創刊，2016年1月停刊，後更名為《電腦DIY》，共發行222期）
- 《PC Office 電腦上班族》（1997年8月創刊，2008年起與《網管人》合併出刊）ISSN 1561-462X

- 《Windows NT Magazine 視窗新科技雜誌國際中文版》
（1997年11月創刊，
2009年3月更名為《Windows 2000 Magazine》，
2002年1月更名為《Windows & .NET Magazine》，
2005年6月更名為《Windows IT Pro》）

- 《PC REPORT! 電腦評賞季刊》（1998年3月創刊，已停刊）
- 《PC Shopper 電腦買物王》（1998年12月創刊，已停刊）ISSN 1562-4641
- 《零客情報 Linuxer》（1999年7月創刊，2003年2月停刊）

- 《PC 2000》
（1999年7月創刊，
2004年10月第64期起改版更名為《Digitaihome》，
2010年3月第127期起改為季刊，
2011年7月第132期為最後一期，
後併入《PC DIY!電腦硬派月刊》更名為《DigitaiHome & PCDIY!》）

- 《Download! 網路情報誌》（1999年8月創刊，2017年4月停刊）
- 《DigiTrend 數位狂潮》（1999年9月創刊）
- 《Macworld 麥客情報》（已停刊）
- 《凌客誌 Linux Journal》（2000年11月創刊，2003年2月停刊）
- 《iThome 電腦報周刊》（2001年9月創刊）
- 《電腦王 PC home Advance》（2004年5月創刊，2014年12月停刊[1]）ISSN 1813-4513
- 《PChome Kids 數位小天才》（2009年9月創刊，已停刊）
- 《MacToday 麥客經》（2010年11月創刊，已停刊）
- 《Programer 程式設計俱樂部》（已停刊）
- 《3C Weekly 資訊電子周刊》（已停刊）
- 《InfoKids 資訊小子》（已停刊）
- 《PC MAGAZINE 微電腦傳真》（原名《資訊傳真(微電腦版)》，2005年10月更名為《IT MAGAZINE》，已停刊）
- 《Computerworld 環球資訊新聞周刊》（已停刊）

### 電子3C
- 《電子情報》

### 自然科學
- 《科學發展》
- 《科學人》
- 《科學月刊》
- 《Newton量子科學雜誌》（停刊）
- 《BBC知識（國際中文版）》
- 《Discovery探索頻道雜誌（國際中文版）》
- 《How it works知識大圖解（國際中文版）》

### 3D動畫
- 《映CG》

## 相機攝影
- 《CAMERA攝影誌》
- 《DIGI PHOTO數位相機採購活用》
- 《SNAPPP》
- 《攝影之聲》

## 人文史地

### 文化
- 《鐵道情報》ISSN 2073-2163

### 文學
- 《聯合文學》ISSN 1017-0898
- 《印刻文學生活誌》
- 《文訊》
- 《幼獅文藝》
- 《讀者文摘》ISSN 1017-4265
- 《皇冠雜誌》ISSN 1019-3774
- 《傳記文學》ISSN 1234-5679
- 《浮文誌》
- 《講義雜誌》

### 史地
- 《古代文明》
- 《經典雜誌》
- 《國家地理》
- 《國家公園季刊》
- 《世界遺產季刊》
- 《中國國家地理雜誌(繁體中文版)》
- < 歷史月刊 >（ 已停刊 )

哲學類：
<鵝湖月刊>

## 藝術

### 藝術
- 《國藝會》ISSN 1996-2665

1. 原刊名：國家文化藝術基金會簡訊
2. 原為季刊，自第8期(民98年2月)起改為雙月刊
3. 本刊紙本發行至第26期(民101年2月)止；自民101年7月起改發行線上版

- 《藝術家》ISSN 1016-4170
- 《美育》ISSN 1021-4550
- 《典藏古美術》ISSN 3005-7000
- 《本事》出版：衛武營國家藝術文化中心 ISSN 2523-2053

### 表演
- 《PAR 表演藝術雜誌》出版：PAR表演藝術 ISSN 1021-3139

## 男性風尚
- 《BANG!》（1998年12月創刊　東販出版）
- 《男人幫》（2000年6月創刊）（已停刊）
- 《GQ雜誌 中文版》
- 《 熱愛 》（ 主要讀者是性小衆羣體 )
- 《 藍男色 》 （ 男同志刊物 )

## 流行時尚

### 女性時尚
- 《with》，出版：青文出版社，ISBN 9771812406007
- 《PPAPER Fashion》
- 《Vogue》
- 《哈潑時尚》
- 《愛女生》

### 少女流行
- 《Ami》，出版：青文出版社，ISBN 4718016005785
- 《mina》，出版：青文出版社，ISBN 9771727858007
- 《Quisy》，出版：青文出版社，ISBN 4713282421888
- 《Scawaii》，出版：青文出版社，ISBN 471328241523809
- 《ViVi》，出版：青文出版社，ISBN 4718016003088

## 影視偶像
- 《Play》
- 《Color》
- 《fans》
- 《Top Idol》
- 《明潮M'INT》（原名《明周娛樂》，2016年6月30日更名）
- 《BANG!》
- 《NIPPON POP COLLECTION》

## 音樂音響
- 《kkbox 音樂誌》出版社：英屬開曼群島商家庭傳媒城邦（2014年6月改名為Let's Music音樂誌，2016年12月停刊）
- 《Gigs搖滾生活誌》 出版社：神原意念股份有限公司 
  - 2012五月創刊-七期 (停刊)
- 《ROCKZINE搖滾誌》出版社：樂窟音樂
- 《Bark音痴路》出版社：芬達整合行銷

## 旅遊情報

### 國外旅遊
- 《博覽家旅遊雜誌》（已停刊）
- 《Lonely Planet》中文版（已停刊）
- 《Traveller 旅人誌》
- 《一次旅行》
- 《旅讀》
- 《泛遊情報》

### 國內旅遊
- 《HERE!》（東販出版，1997年創刊，已停刊）
- 《食尚玩家》（已停刊）
- 《TAIPEI WALKER月刊》
- 《行遍天下》月刊

## 運動競技

### 籃球
- 《美國職籃聯盟雜誌》(XXL)
- 《美國職籃》
- 《SLAM中文版》 (停刊)
- 《DUNK》 (停刊)

### 棒球
- 《職業棒球》
- 《美國職棒》

### 足球
- 《足球王者》（東販出版）

### 高爾夫球
- 《高爾夫雜誌》

## 汽機車

### 汽車
- 《汽車週刊社》(停刊)
- 《Ca汽車鑑賞》(停刊)
- 《TopGear極速誌》
- 《一手車訊》ISSN 1022-4815
- 《超越車訊》
- 《汽車雜誌 Auto Graphic》(停刊)
- 《汽車百科雜誌》
- 《汽車購買指南》(停刊)
- 《改裝車訊》
- 《SPEC R 汽車性能情報》

### 機車
- 《台灣機車雜誌》
- 《瘋機車雜誌》
- 《騎士風月刊》
- 《兩輪誌》

## 休閒嗜好

### 生活風格
- 《小日子享生活誌》（2012年4月創刊）
- 《練習》雜誌
- 《日日》中文版
- 《PPAPER》
- 《蘑菇》杂志
- 《WALKPAST》獨立發行杂志寵物
- 《Doggy Kitty》（2002年9月創刊）
- 《狗狗の日子》（2014年10月創刊　東販出版）
- 《秋刀魚》（2014年11月創刊　黑潮文化）
- 《新活水》
- 《VERSE》
- 《La Vie》
- 《小人物Unbiggie》雜誌
- ＜ 今日郵政 >（ 月刊 )

### 電玩娛樂
- 《GameQ數位娛樂雙週刊》(停刊)
- 《軟體世界》（1989年4月創刊，2006年1月停刊）
- 《電腦玩家》（2009年7月停刊）
- 《電腦遊戲世界》（2004年停刊）

## 家庭生活

### 保健醫療
- 《常春月刊》ISSN 1017-7876
- 《康健雜誌》ISSN 1560-3121
- 《自然保健月刊》
- 《早安健康》

## 親子育樂

### 教育
- 《張老師月刊》ISSN 1018-4449
- 《蒲公英希望基金會》

### 兒童刊物
- 《兒童的雜誌》（2002年12月停刊）
- 《PChome Kids 數位小天才》(停刊)
- 《小太陽1-3歲幼兒雜誌》
- 《星期八幼兒全能發展誌》
- 《未來兒童》
- 《Top945康軒學習雜誌》

### 青少年刊物
- 《哥白尼21》（停刊）
- 《小典藏ArtcoKids》（停刊）
- 《少年牛頓雜誌》
- 《幼獅少年》（停刊）
- 《幼獅文藝》
- 《科學星球》
- 《科學少年》（停刊）
- 《麥克DO科學》
- 《新小牛頓雜誌》
- 《小天下雜誌》
- 《未來少年》

## 語言學習

### 英文
- 《ABC互動英語》
- 《Live互動英語》
- 《All+互動英語》
- 《CNN互動英語》
- 《biz互動英語》
- 《EZ TALK》（停刊）
- 《佳音英語世界》
- 《常春藤生活英語》，ISBN 4717004702996
- 《常春藤解析英語》
- 《大家說英語》
- 《空中英語教室》
- 《彭蒙惠英語》
- 《A+空中美語》
- 《活用空中美語》
- 《實用空中美語》

### 日文
- 《EZ Japan》（停刊）
- 《階梯日本語雜誌》
- 《地球村生活日語》
- 《跟我學日語》
- 《互動日本語》

### 韓文
- 《EZ Korea 韓星帶你學韓語》

## 宗教
- 《經典》雜誌
- 《宇宙光》雜誌，出版：宇宙光全人關懷機構
- 《校園雜誌雙月刊》，出版：校園書房出版社
- 《禪天下》雜誌

其他：
一些同鄉會組織也有出版期刊，例如：
<湖南文獻>(季刊 )( 臺北市湖南同鄉會出版 )
<廣東文獻>（ 季刊 )（ 臺北市廣東同鄉會出版 )
<廣西文獻>( 季刊 )（ 臺北市廣西同鄉會出版 )
<河北京津文獻>( 年刊 )（ 臺北市河北京津同鄉會出版 )
<山西文獻> ( 年刊 )（ 臺北市山西同鄉會出版 )
< 中原文獻>(季刊 )（ 苗栗縣中原文獻社出版 )
<陝西文獻>( 季刊 )(臺北市陝西同鄉會出版 )
<甘肅文獻> (半年刊 ) (臺北市甘肅同鄉會出版 )